# Lizzy Greene
Elizabeth Anne Greene, conhecida como Lizzy Greene (Dallas, 1 de maio de 2003), é uma atriz norte-americana. Ela é mais conhecida por interpretar Dawn Harper na série da Nickelodeon, Nicky, Ricky, Dicky & Dawn.

## Filmografia

### Televisão
| Ano        | Titulo                     | Papel          | Notas                                           |
| ---------- | -------------------------- | -------------- | ----------------------------------------------- |
| 2014-2018  | Nicky, Ricky, Dicky & Dawn | Dawn Harper    | Protagonista                                    |
| 2014       | The Thundermans            | Morgan         | Episódio: "Phoebe Roqueira"                     |
| 2014       | Damaged Goods              | Nicole jovem   |                                                 |
| 2015       | Ho Ho Holiday Special      | Ela Mesma      | Especial de Natal da Nickelodeon                |
| 2017       | Nickelodeon-Nick camp      | Ela Mesma      | Especial de Verão da Nickelodeon                |
| 2017       | Mini Natal                 | Barkley        | Protagonista                                    |
| 2018–2023  | A Million Little Things    | Sophie Dixon   | Elenco principal                                |
| 2018       | Knight Squad               | Shadow Ghost   | Episódio "Um Cavaleiro em Noite Fantasmagórica" |
| 2019       | Cousins for Life           | Natalie        | Episódio "Scammer Time"                         |
| A anunciar | Ransom Canyon              | Lauren Brigman | Série Original Netflix                          |

## Prêmios e indicações
| Ano  | Premiação           | Categoria                        | Trabalho                   | Resultado | Ref. |
| ---- | ------------------- | -------------------------------- | -------------------------- | --------- | ---- |
| 2016 | Kids' Choice Awards | Atriz de Televisão Favorita      | Nicky, Ricky, Dicky & Dawn | Indicado  |      |
| 2016 | Young Artist Awards | Melhor elenco de uma série de TV | Nicky, Ricky, Dicky & Dawn | Indicado  |      |